# Villa Tesdorpf

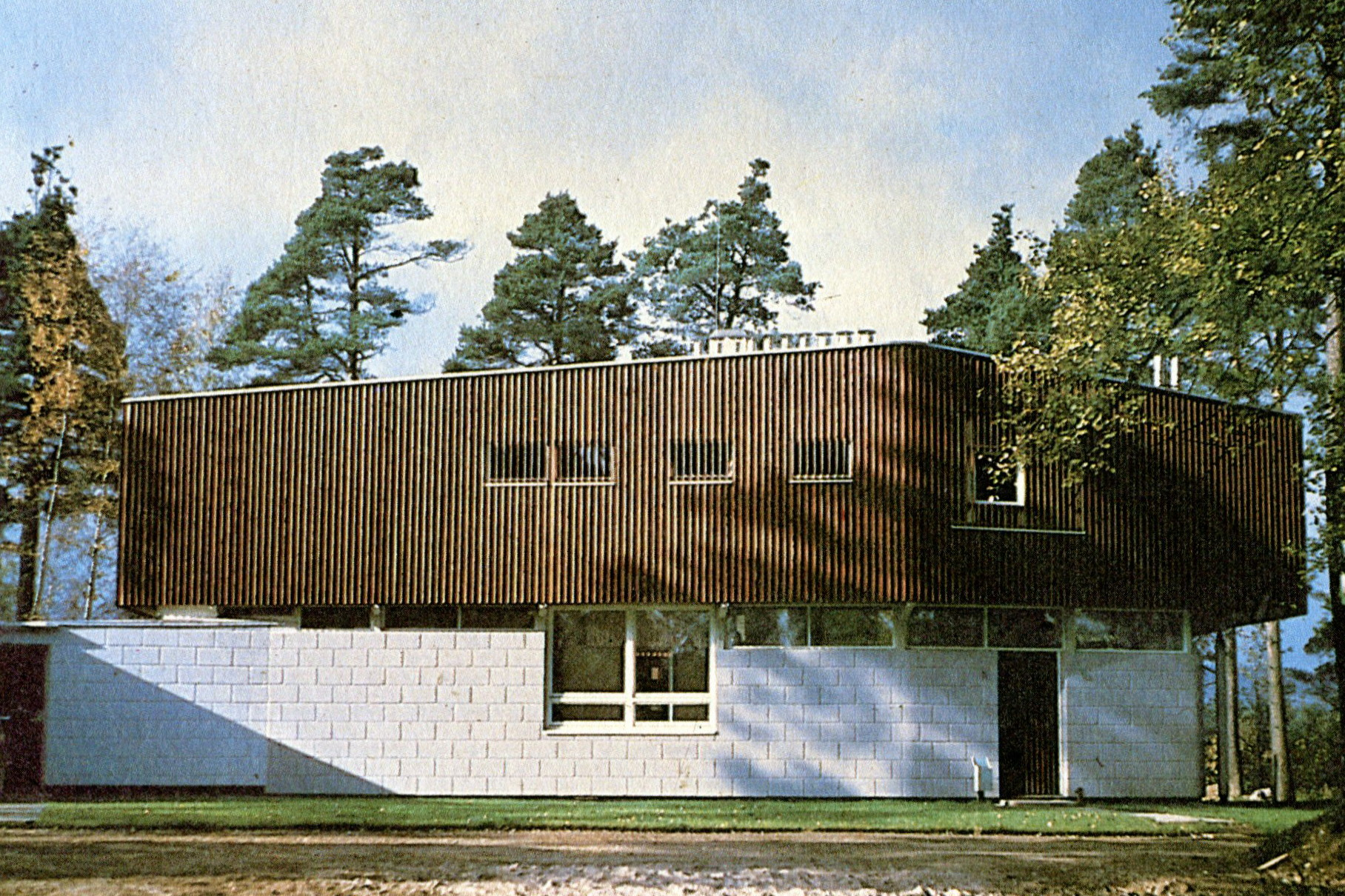
Villa Tesdorpf

Die Villa Tesdorpf ist ein Gebäude am Tallbacksstigen 11 in Skövde, Schweden. Das Haus wurde vom Architekten Ralph Erskine entworfen und 1954 von und für den Baumeister Carl Tesdorpf erbaut. Die Villa ist von hohem kulturhistorischen Wert und im Denkmalverzeichnis der Gemeinde Skövde ausgewiesen.
Auftraggeber dieser privaten Villa war der Baumeister und Bauingenieur Carl Tesdorpf in Skövde. Das Haus war als Wohnsitz für vier Personen geplant. Auf einem schmalen Waldgrundstück entwarfen Ralph Erskine und sein Kollege Lennart Bergström ein zweistöckiges Gebäude mit einem schweren, an der Wand eingeschlossenen Erdgeschoss aus lackierten Leichtbetonblöcken und einem hellen Obergeschoss aus Holz, dessen Fassaden mit vertikaler, braun glasierter Kieferplatte verkleidet waren. Das Haus bekam die typischen Erskineschen „organischen“ Formen und wurde sorgfältig in die Landschaft eingefügt. Die Villa wurde nach den drei Elementen gestaltet, die laut Erskine für einen schwedischen Wohnsitz von zentraler Bedeutung sind: „Das Winterschutzgebiet im Inneren, der umzäunte, windgeschützte Innenhof, der zur Frühlings- und Herbstnutzung der Sonne zugewandt ist und einen Platz im Freien im unberührten Wald“. Im Erdgeschoss befinden sich die Küche, ein Esszimmer und ein Wohnzimmer, und in zwei getrennten Hauskörpern  ein Angestelltenzimmer und eine Garage. Küche, Esszimmer und Eingang befinden sich in einer äußeren Zone, die das Esszimmer umschließt. Im Obergeschoss entwarf Erskine vier Schlafzimmer, ein Arbeitszimmer und das Badezimmer. Die kleinen Fenster im Obergeschoss zum Bad und Flur wurden teilweise hinter den Brettern der Fassadenplatte verborgen. Der Fenstergurt des Erdgeschosses, der den Nebenraum der Küche beleuchten lässt, wurde hoch unter der Decke platziert und trägt dazu bei, dass das Obergeschoss den Eindruck macht, über dem Erdgeschoss zu schweben. Innenverkleidungen umfassen Wandverkleidungen in gehobelten und Dachverkleidungen in gesägtem Kiefernholz.
Die Villa erregte sowohl in Schweden als auch im Ausland Aufmerksamkeit. Vor Baubeginn gab sich Skövdes Bauausschuss skeptisch. Im Protokoll des Ausschusses in Skövde vom 8. September 1953 heißt es: „Das Äußere des umstrittenen Gebäudes war so gestaltet, dass man bei der Frage, ob Baugenehmigungen erteilt werden können, äußerst zurückhaltend sein muss. Das Grundstück, auf dem das Gebäude errichtet werden soll, ist jedoch so gelegen und das Gelände um das Gebäude herum so gebaut, dass das Äußere des Gebäudes keinen Gesamteindruck stört, so dass dies an praktisch jedem anderen Ort der Umgebung der Fall wäre.“
Das Gebäude wurde 2015 in der schwedischen Fernsehserie Nordiska Hus als eines der „Häuser der nordischen Architektur auf der Weltkarte“ präsentiert.